# Eastmain (municipalité de village cri)
Pour les articles homonymes, voir Eastmain.
Eastmain (en cri : ᐄᔅᒣᐃᓐ ou Wapanoutauw) est une municipalité de village cri située en Eeyou Istchee, dans la région administrative du Nord-du-Québec, au Québec. Il s'agit d'une zone non urbanisée et dépourvue d'infrastructures publiques.
Elle est sous juridiction provinciale alors que la terre réservée crie du même nom est sous juridiction fédérale. Ensemble, elles sont le siège de la Nation crie d'Eastmain.

## Toponymie
Le village reprend le nom de la rivière Eastmain ; il est situé à son embouchure,. Le nom cri du village est Wapanoutauw, ce qui signifie « terres à l’est de la baie James » ; le village est situé sur la côte est de la baie James.

## Géographie
Le territoire de la municipalité de village cri d'Eastmain est constitué de deux sections non contiguës qui circonscrivent la terre réservée crie d'Eastmain. Le territoire n'est pas habité en permanence et est dépourvu d'infrastructures publiques.
La municipalité de village cri d'Eastmain est située sur la côte est de la baie James dans les environs de l'embouchure de la rivière Eastmain.
La section septentrionale est située au nord de la rivière Eastmain et s'étend sur une distance d'environ 12 kilomètres vers l'est à partir du littoral de la baie James et sur une distance d'environ 5,6 kilomètres vers le nord à partir du rivage de la rivière Eastmain. 
La section méridionale est constituée d'une bande de terre longue d'environ 42 kilomètres située au sud de la terre réservée crie d'Eastmain. À partir du littoral de la baie James jusqu'à environ 26 kilomètres à l'est, la bande est d'une largeur d'environ trois kilomètres. Ensuite, pour les 16 kilomètres restants, la bande est d'une largeur d'environ 12 kilomètres. 

### Municipalités limitrophes
Le tableau suivant présente des données approximatives, considérant que les deux territoires formant la municipalité de village cri ne sont pas limitrophes.